# Strada nazionale 8 (Argentina)
La strada nazionale 8 (in spagnolo: Ruta Nacional 8) è una strada statale argentina che unisce la capitale Buenos Aires e la sua provincia con quelle di Santa Fe, Córdoba e San Luis.

## Percorso
La strada nasce nel partido di Malvinas Argentinas, nel nord-ovest dell'area metropolitana bonaerense, dall'intersezione con l'autostrada Buenos Aires-Rosario.
Il tratto compreso tra l'intersezione con l'autostrada Buenos Aires-Rosario e la località di Solis è costituito da due carreggiate separate. È prevista il prolungamento del raddoppio sino a Pergamino.